# Lisewo Duże
Lisewo Duże – wieś w Polsce położona w województwie mazowieckim, w powiecie sierpeckim, w gminie Gozdowo.
Do 1954 roku siedziba wiejskiej gminy Lisewo. W latach 1975–1998 miejscowość administracyjnie należała do województwa płockiego.